# Porto di Copenaghen

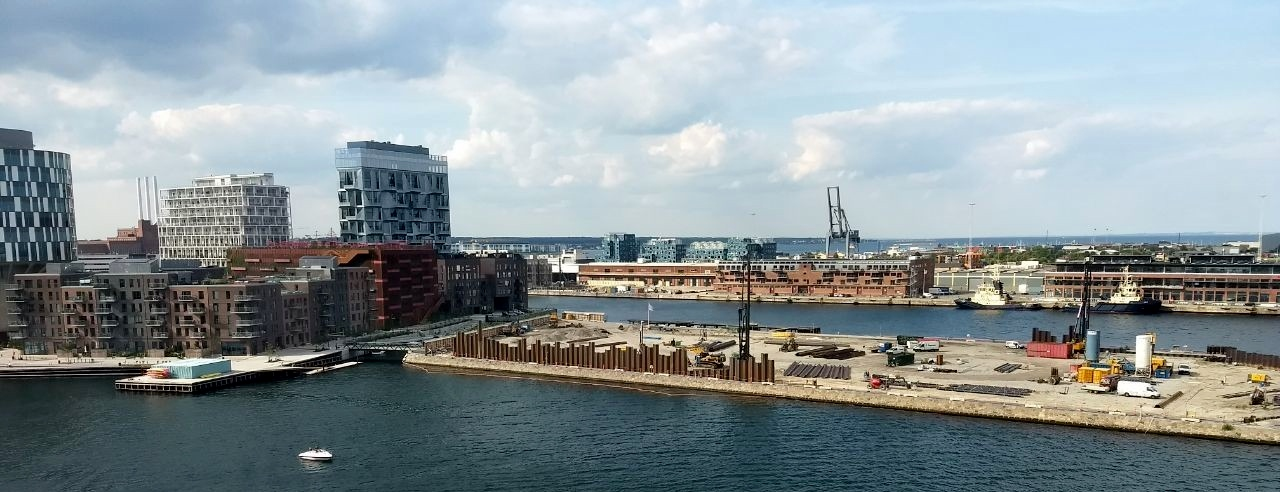
Vista del porto, con a sinistra i nuovi complessi residenziali e a destra lo scalo vero e proprio.

Il porto di Copenaghen (in danese Københavns Havn) è il più grande porto marittimo danese e uno dei più grandi porti del bacino del Mar Baltico, situato a Copenaghen. Si estende dalla spiaggia di Svanemølle a nord fino a Hvidovre a sud.
Insieme al porto di Malmö, il porto di Copenaghen è gestito dalla società Copenhagen Malmö Port (CMP) e By & Havn.

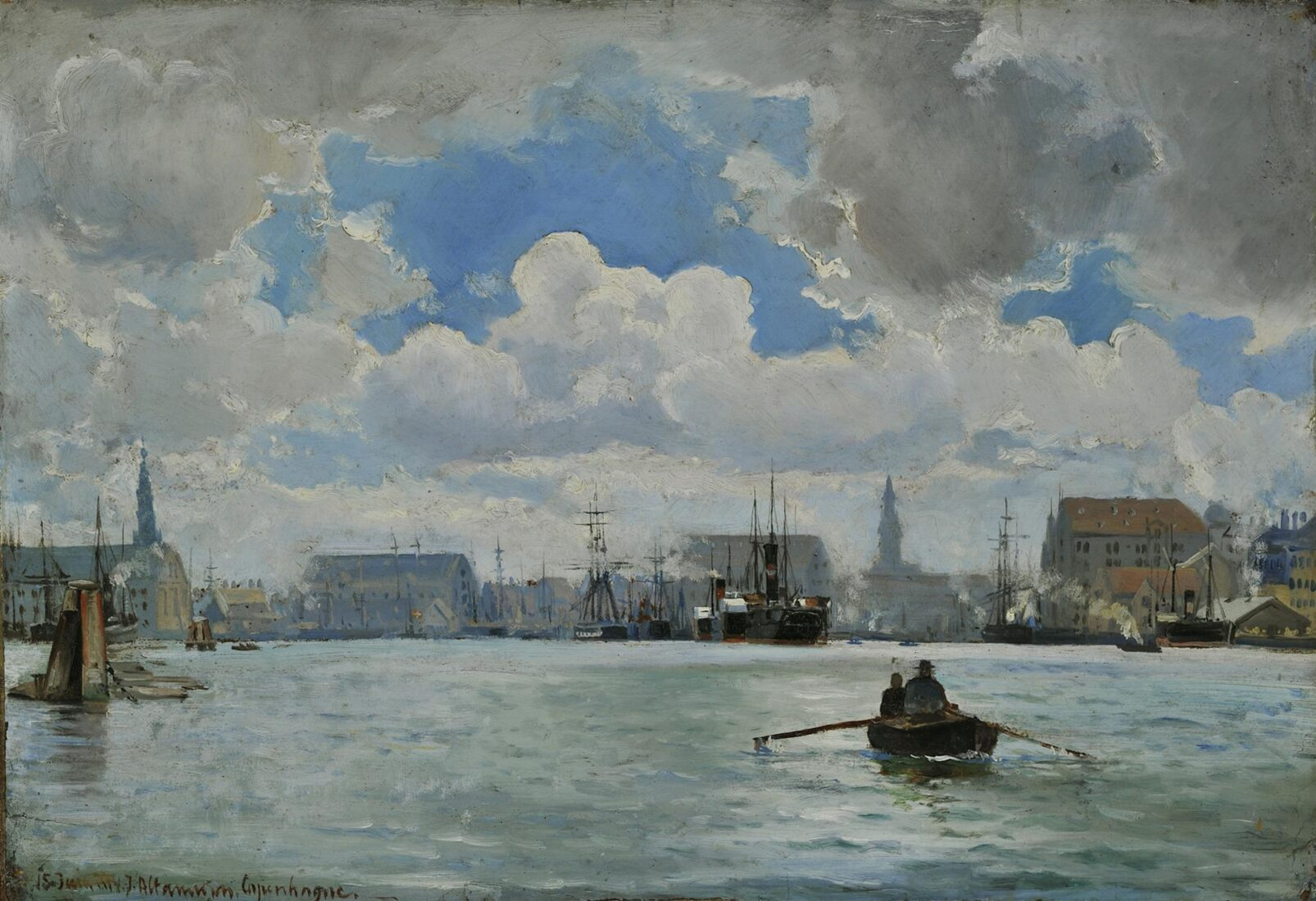
Il Porto di Copenhagen in un dipinto del 1874, realizzato da Giovanni Altamura.

Il porto è diviso in diverse aree, tra delle quali:
- Nordhavnen
- Refshaleoen
- Porto franco di Copenaghen
- Inderhavnen
- Holmen
- Sydhavnen
- Prøvestenen

C'è stato un rapido sviluppo del porto verso il lungomare; grandi parti del porto interno sono state recentemente trasformate in aree residenziali e commerciali. Il porto ha visto una rapida ripresa dell'attività fin dagli anni '90, dopo un lungo periodo di declino dopo gli anni '40.